# Jeanne Sauvé
Jeanne Sauvé   (Prud'homme, 26 d'abril de 1922 - Montreal, 26 de gener de 1993) va ser una periodista i política canadenca que va ser Governadora general del Canadà entre 1984 i 1990. Anteriorment havia ocupat diversos càrrecs ministerials al govern canadenc i al Parlament del Canadà.